# 龙集镇 (泗洪县)
龙集镇，是中华人民共和国江苏省宿迁市泗洪县下辖的一个乡镇级行政单位。

## 行政区划
龙集镇下辖以下地区：
龙集社区、东嘴社区、滨湖社区、尚嘴社区、孙庄村、金圩村、洪湖村、勒东村、杨邵村、姚兴村、河口村和勒东村。